# Souimanga de Lina
Aethopyga linaraborae
Espèce
Statut de conservation UICN

 NT  : Quasi menacé
Le Souimanga de Lina (Aethopyga linaraborae) est une espèce de passereaux de la famille des Nectariniidae. 
Son nom est est dédié à Evangelina Juliana Nera Florendo Rabo, épouse du zoologiste philippin Dioscoro Rabor (1911-1996).

## Répartition
Cet oiseau est endémique de l'île de Mindanao aux Philippines.

## Philatélie

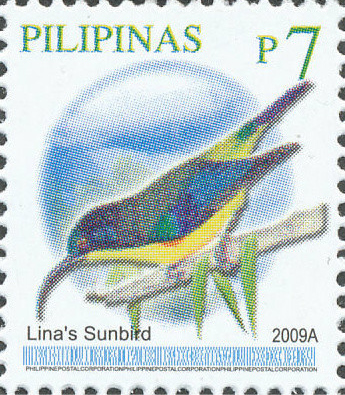
Timbre philippin de 2009.

Cet oiseau apparait sur un timbre des Philippines de 2009. 

## Classification
Le nom valide complet (avec auteur) de ce taxon est Aethopyga linaraborae Kennedy (d), Gonzales (d) & Miranda (d), 1997.
Ce taxon porte en français le nom vernaculaire ou normalisé suivant : Souimanga de Lina.